# الحنكة العليا (الحصن)

تعديل مصدري - تعديل

الحنكة العليا هي إحدى قرى عزلة اليمانية العليا بمديرية الحصن التابعة لمحافظة صنعاء، بلغ تعداد سكانها 436 نسمة حسب تعداد اليمن لعام 2004.